# Mihăiță Pleșan
Mihăiță Păunel Pleșan (* 19. Februar 1982 in Moldova Nouă, Kreis Caraș-Severin) ist ein rumänischer ehemaliger Fußballspieler.

## Vereinskarriere

### FC Universitatea Craiova
Pleșan spielte seit der Jugend beim FC Universitatea Craiova und gab sein Debüt in der Divizia A am 14. April 2001 gegen Astra Ploiești. Das Spiel gewann Astra mit 1:0. Er spielte von 2000 bis 2005 in der Profimannschaft von Universitatea und erzielte in 67 Spiele 13 Tore.

### Dinamo Bukarest
2005 wechselte Pleșan für rund 750.000 Euro zu Dinamo Bukarest er kam dort in einem halben Jahr auf 12 Einsätze und erzielte 2 Tore. Im UEFA Cup lief Pleșan 4-mal für Dinamo auf und erzielte kein Tor.

### FCU Politehnica Timișoara
Im Januar 2006 gab der FCU Politehnica Timișoara bekannt, Pleșan verpflichtet zu haben. Timișoara überwies etwa 800.000 Euro an Dinamo Bukarest. Pleșan lief von 2006 bis 2007 30-mal für Politehnica Timișoara auf und erzielte dabei 6 Tore.

### Steaua Bukarest
Im August 2007 gab Steaua Bukarest bekannt, Pleșan für etwa 1.500.000 Euro zu verpflichten. 2007 kam Pleșan zum ersten Mal in der Champions-League-Qualifikation zum Einsatz. Steaua spielte gegen BATE Baryssau und er kam über 90 Minuten zum Einsatz, das Spiel endete 2:2.

### Wolga Nischni Nowgorod
Seit dem Januar 2011 spielt Pleșan für Wolga Nischni Nowgorod in der 1. Division, der zweithöchsten Spielklasse Russlands. Zum Saisonende 2012/2013 verließ er den Verein, um in seine Heimat zurückzukehren.

## Nationalmannschaft
Pleșan bestritt 2003 gegen Italien sein erstes Länderspiel, welches Italien 1:0 gewann. Er bestritt ein Spiel für Rumänien zur EURO-Qualifikation 2008 gegen Slowenien. Das Spiel endete 2:0 für Rumänien, Pleșan wurde in der 78. Minute eingewechselt.